# Чрнковец
Чрнковец (хорв. Črnkovec) — село в общине Велика-Горица в жупании Загребачка Республики Хорватия. 
Располагается в макрорегионе Центральная Хорватия. По данным переписи 2021 года, численность населения составляла 339 человек. 

## Население
| 2021 |
| ---- |
| 339  |

## Инфраструктура
В Чрнковеце имеются поликлиника Медицинского центра Велика-Горица, стоматологический кабинет, аптека, сельскохозяйственный кооператив, фермерская аптека, продуктовый магазин, ресторан (Зрински), гостиница (Зрински и Двие-Секе) и ночной клуб (Кафе-бар и ночной клуб DC10).